# Ostrya virginiana
Ostrya virginiana là một loài thực vật có hoa trong họ Betulaceae. Loài này được (Mill.) K.Koch mô tả khoa học đầu tiên năm 1873.

## Hình ảnh

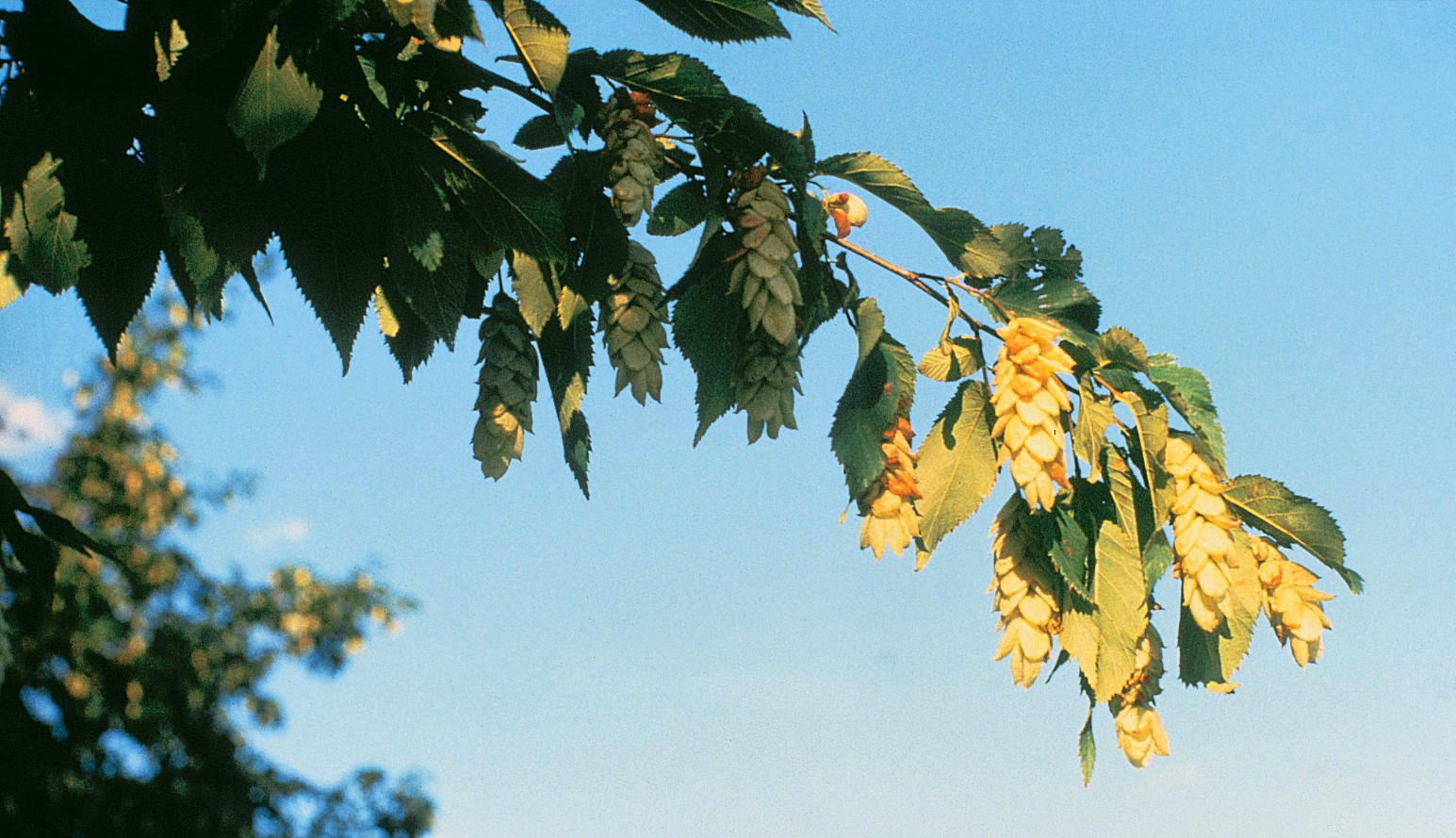
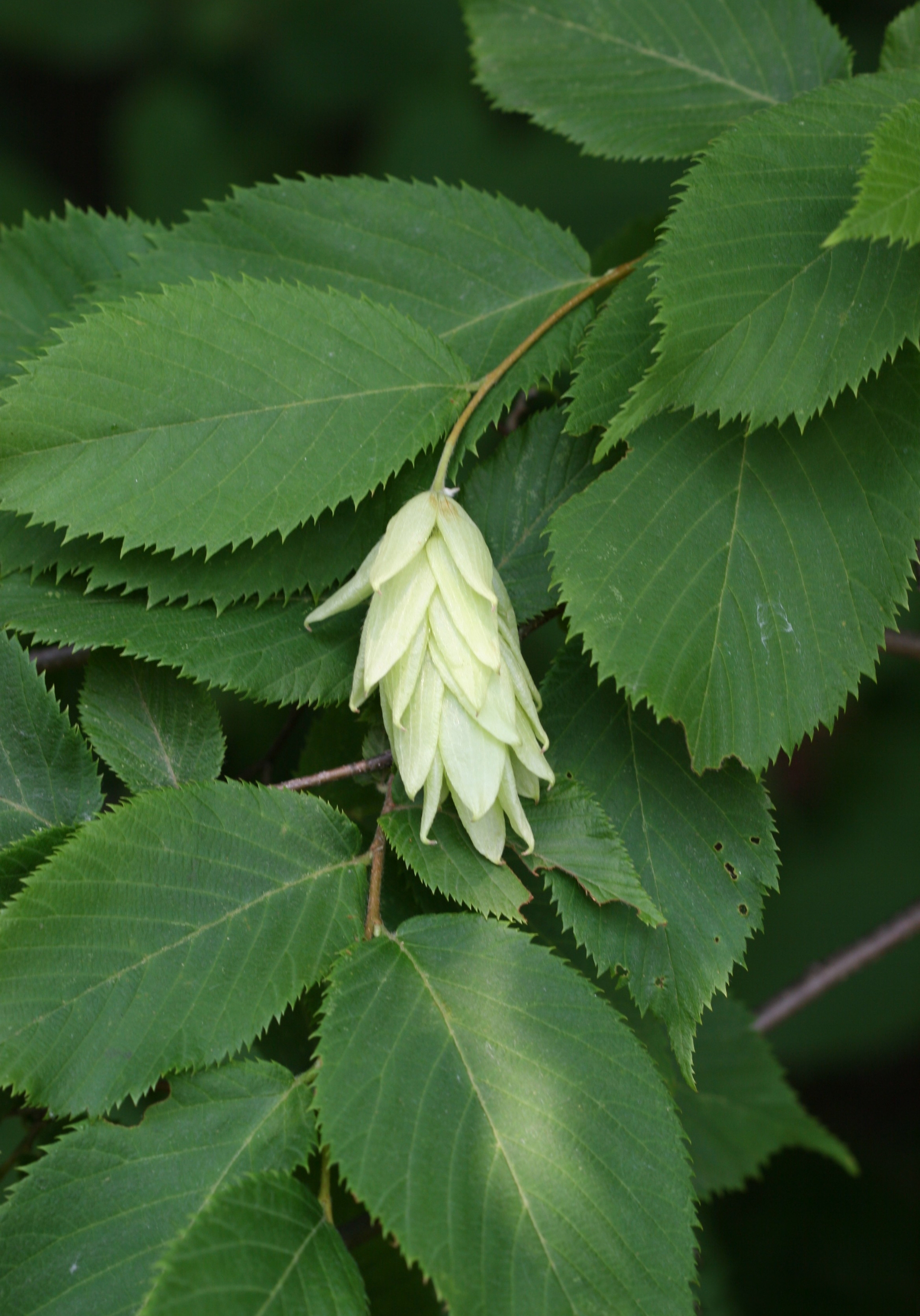
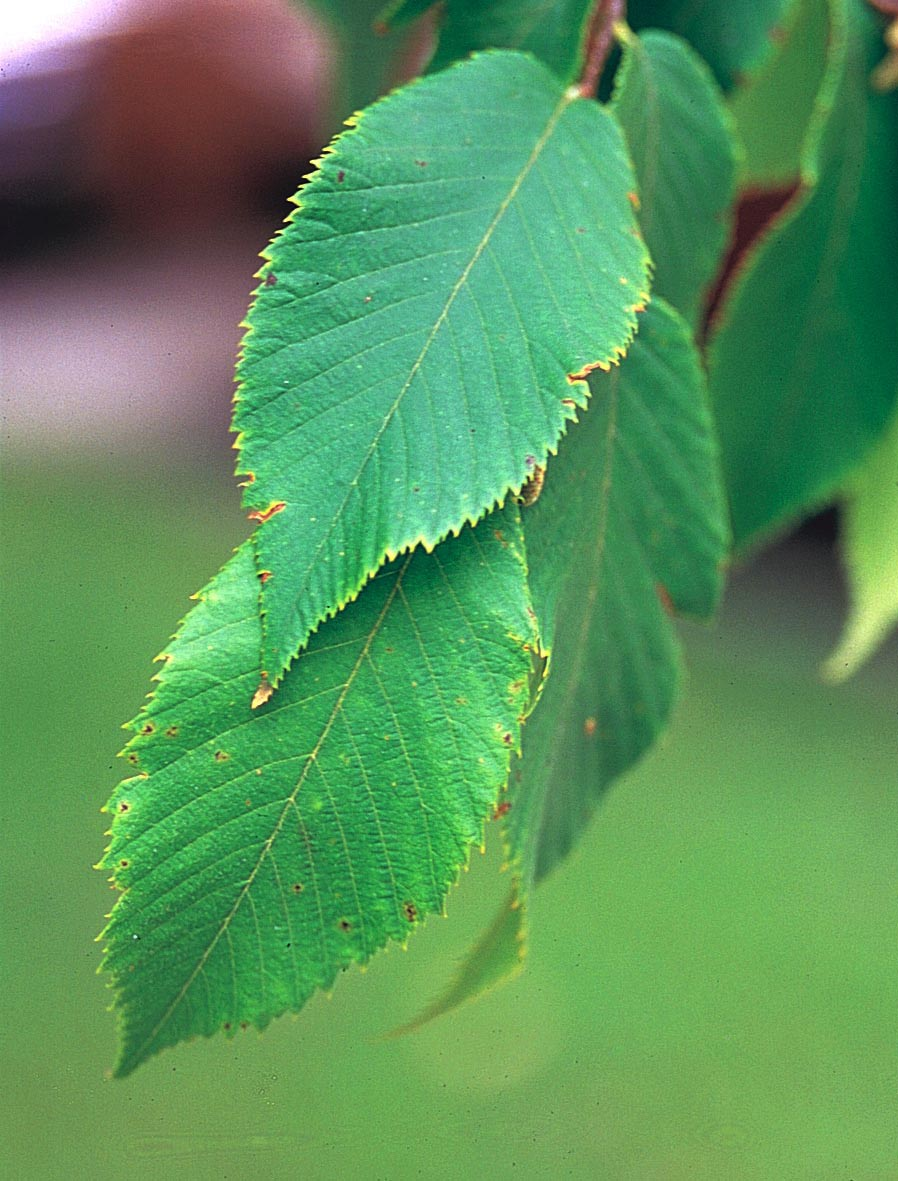
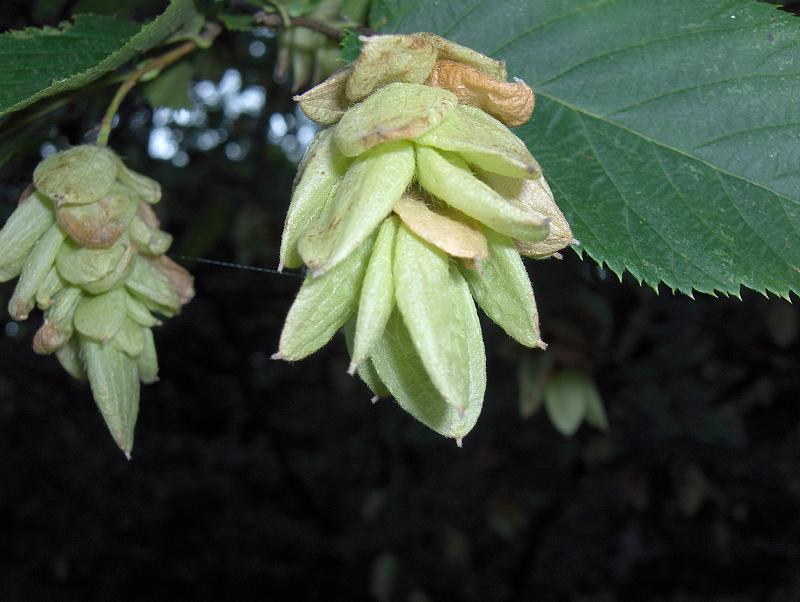